# Меголо ди Чима (Вербано-Кузио-Осола)
Меголо ди Чима је насеље у Италији у округу Вербано-Кузио-Осола, региону Пијемонт.
Према процени из 2011. у насељу је живело 136 становника. Насеље се налази на надморској висини од 226 м.